# Anthony Keyvan
Anthony Keyvan, född 13 augusti 2000 i Kalifornien, är en amerikansk skådespelare.
Keyvan har bland annat medverkat i TV-serierna Love, Victor (2020–2022) och XO, Kitty från 2023. Han har även medverkat filmen Student Body från 2022.

## Filmografi (i urval)
- 2020–2022: Love, Victor
- 2022: Student Body
- 2023: XO, Kitty